# 福克斯萊克鎮區 (明尼蘇達州馬丁縣)
福克斯萊克鎮區（英語：Fox Lake Township）是位於美國明尼蘇達州馬丁縣的一個行政鎮區。

## 地方資料
福克斯萊克鎮區的面積為92.12平方千米，當中陸地面積為88.36平方千米，而水域面積為3.75平方千米。根據2020年美國人口普查的數據，當地共有人口259人，而人口密度為每平方千米2.81人。